# Subikulum

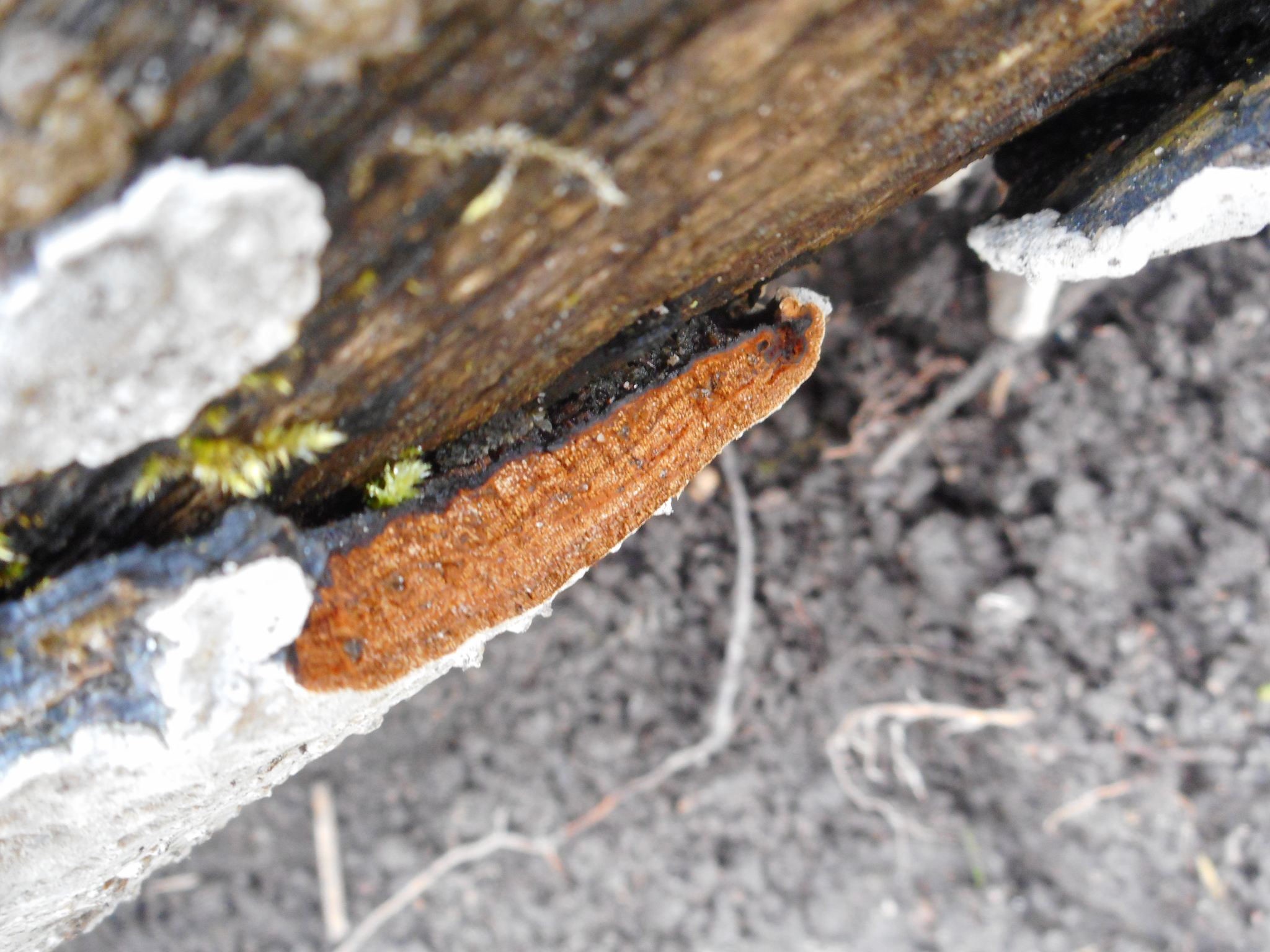
Subikulum u czyrenia gładkiego

Subikulum lub łożysko (łac. subiculum) – występujący u grzybów rozpostartych (resupinowatych) rodzaj kontekstu, mający postać cienkiej i przyrośniętej do podłoża warstwy, na której rozwija się hymenofor. Występuje na przykład u powłocznic (Peniophora). Morfologia subikulum ma znaczenie przy oznaczaniu niektórych gatunków, np. w rzędzie błonkowców Atheliales i wykorzystywana jest w kluczach do ich oznaczania, jest też podstawą sporządzania ogólnej charakterystyki rodzajów grzybów kortycjoidalnych.